# Leibniz-Institut für Zoo- und Wildtierforschung

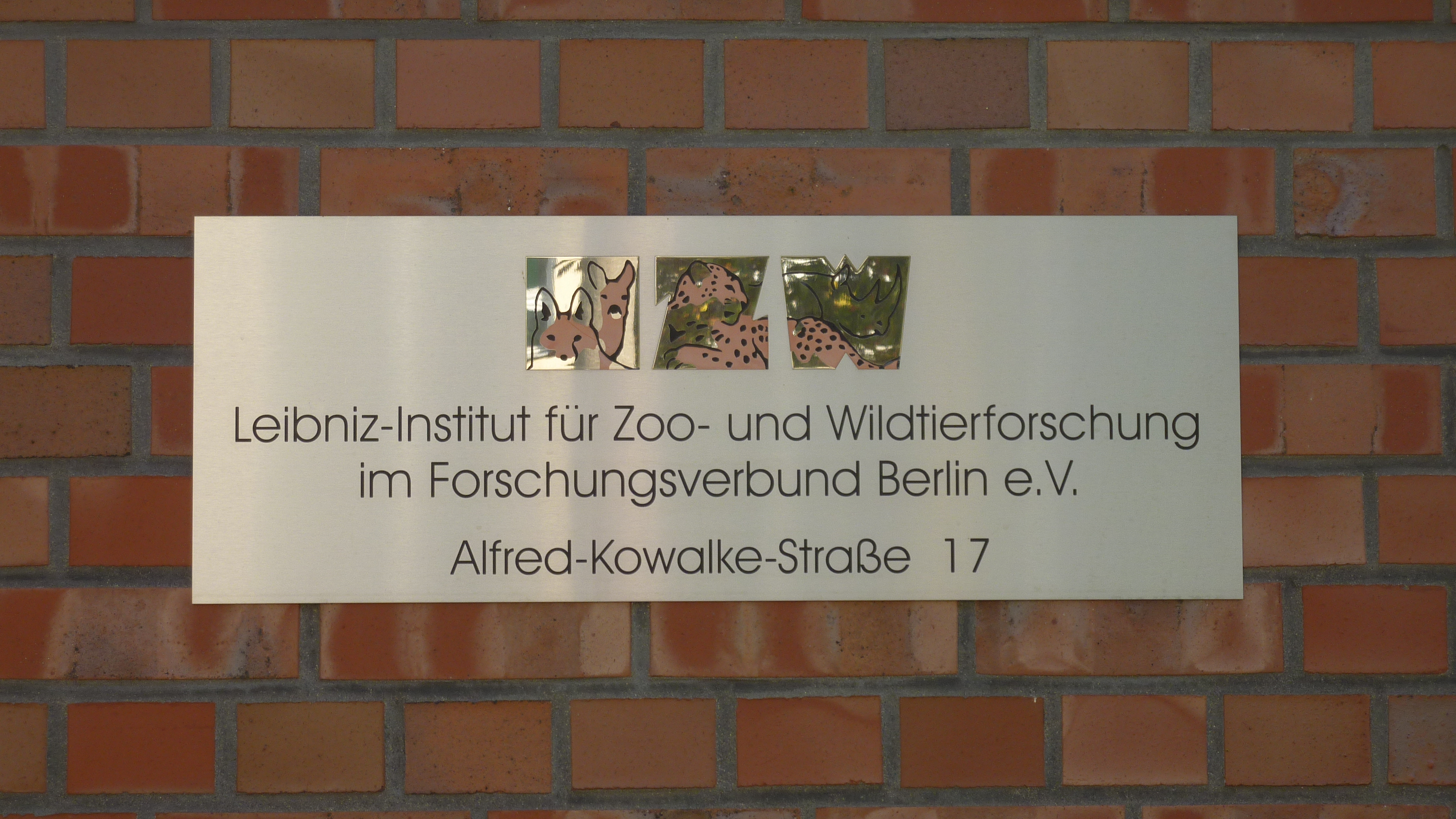
Eingangsschild

Das Leibniz-Institut für Zoo- und Wildtierforschung (IZW) ist eine Forschungseinrichtung, die unter der Trägerschaft des Forschungsverbundes Berlin e. V. (FVB) steht und Mitglied der Wissenschaftsgemeinschaft Gottfried Wilhelm Leibniz (WGL) ist. Das Institut hat seinen Sitz in Berlin-Friedrichsfelde, neben dem Tierpark. Seine Forschungsaktivitäten sind der Grundlagenforschung, dem Fach Naturwissenschaft und den Gebieten der Biologie, der Zoologie und der Ökologie zuzuordnen.

## Geschichte
Das Institut ist aus der 1973 gegründeten „Forschungsstelle für Wirbeltierforschung“ (FWF) der ehemaligen Akademie der Wissenschaften der DDR hervorgegangen. Auf Grund einer Empfehlung des Wissenschaftsrats wurde das Institut am 1. Januar 1992 neu gegründet.

## Aufgaben
Das IZW ist eine international anerkannte zoologische Forschungseinrichtung. Sie erforscht die Ökologie und die Biologie großer Populationen von Wildtieren in ihren natürlichen Lebensräumen. Auf diesem Gebiet betreibt das IZW langfristig angelegte anwendungsorientierte Grundlagenforschung und ist damit die einzige Institution ihrer Art in Deutschland, die sich hierauf spezialisiert hat.
Vor allem Säugetiere und Vögel werden vom IZW in ihren Wechselbeziehungen mit Umwelt und Mensch analysiert: Dazu werden komplexe biologische und veterinärmedizinische Untersuchungen an freilebenden Tieren durchgeführt. Mechanismen und Funktionen evolutionärer Anpassungen, die das Überleben und die Reproduktion wildlebender oder vom Menschen gehaltener Wildtierpopulationen ermöglichen, stehen dabei im Mittelpunkt der Arbeiten. Erforscht werden aber auch die anthropogenen und andere Einflüsse, welche das Überleben dieser Populationen gefährden. Die wissenschaftliche Arbeit ist von internationaler Bedeutung, da die gewonnenen Erkenntnisse eine Voraussetzung für den wissenschaftlich begründeten Artenschutz und für Konzepte der ökologischen Nachhaltigkeit der Nutzung natürlicher Ressourcen sind.

## Feldforschungsstationen
Seit 1994 besteht in Niederfinow eine Feldforschungsstation des IZW. Auf einer Fläche von ca. 4 ha werden vor allem Rehe, Hasen und Mufflons gehalten. Es stehen mehrere untereinander vernetzte naturnahe Gehege zur Tierhaltung zur Verfügung, die einen schonenden Fang der Tiere, störungsarme Beobachtung und gezielte Untersuchungen ermöglichen.
Eine weitere Feldforschungsstation besteht in Namibia, 120 km südöstlich von Windhuk. Die Station liegt inmitten von extensiv genutztem Farmland. Auf den vorwiegend für die Rinderzucht genutzten Flächen leben viele einheimische Antilopen- und Raubtierarten, unter anderem eine der größten Populationen des bedrohten Geparden. In einem Langzeitprojekt untersucht das IZW die Ökologie und das Verhalten der Geparde auch um Lösungen für den Gepard-Farmer-Konflikt zu erarbeiten. Solcher evidenzbasierter Naturschutz unter Einbeziehung der relevanten Stakeholder ist ein Schwerpunkt der IZW-Philosophie.

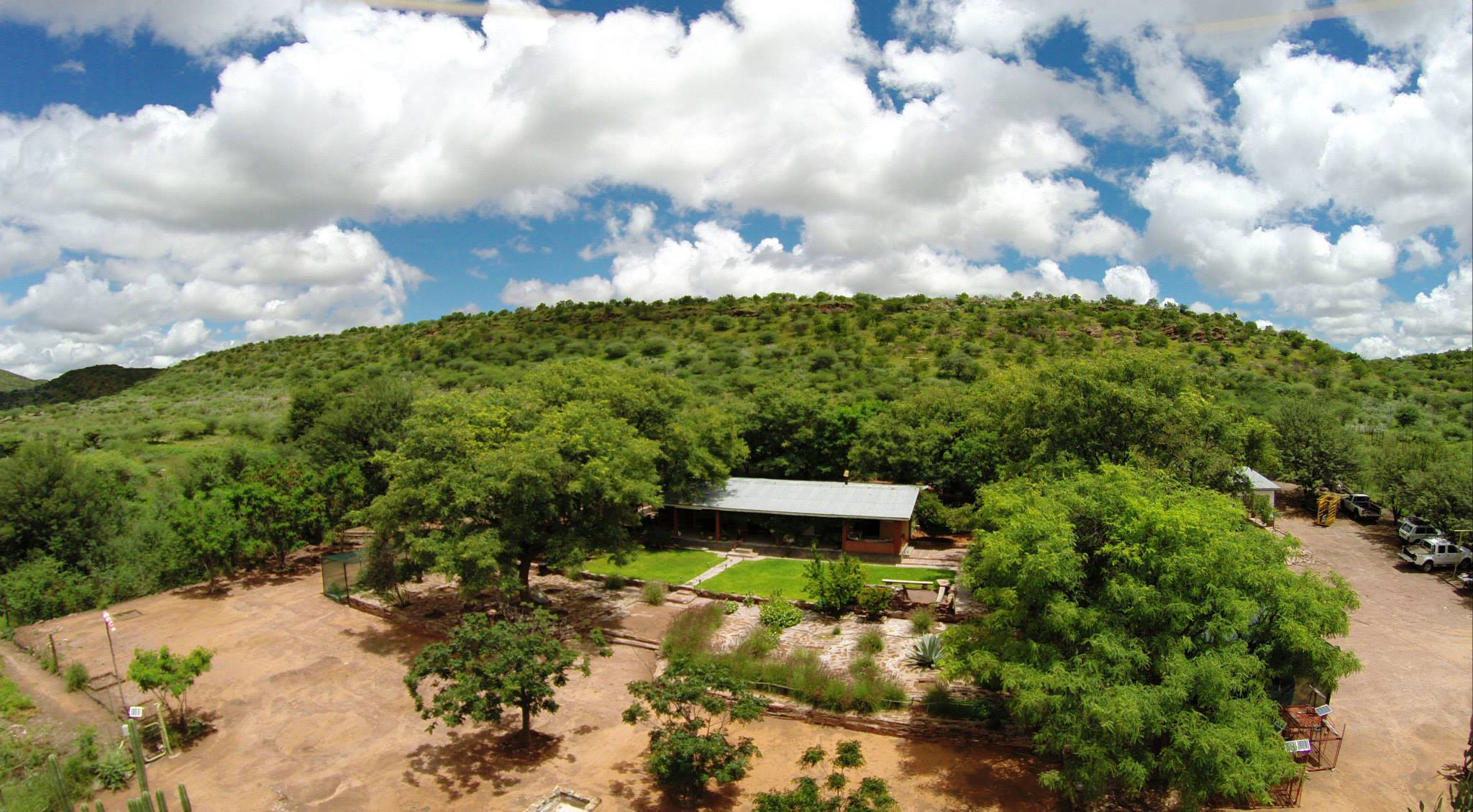
Forschungsstation des IZW in Namibia

## Kooperationen
Im Rahmen von Projekten besteht eine Vielzahl von internationalen und multidisziplinären Kooperationen und Schutzgebieten sowie Zoos in Europa, Asien, Afrika, Australien und Nord- und Mesoamerika.
Das IZW arbeitet eng mit dem im Jahr 2005 gegründeten „Interdisziplinären Zentrum für Infektionsbiologie und Immunität“ (ZIBI) der Humboldt-Universität zu Berlin zusammen. Dieses Zentrum bündelt die Aktivitäten der Humboldt-Universität und den außeruniversitären Institutionen auf dem Gebiet der Infektionsbiologie und Immunität.
Eine weitere Kooperation wird mit dem „Fachbereich Veterinärmedizin“ (Klinik und Poliklinik für kleine Haustiere) der Freien Universität Berlin betrieben. Seit 2002 besteht ein gemeinsames Projekt zur Computertomographie in der Veterinärmedizin.
Das IZW berät diverse Ministerien und Ämter in Deutschland aber auch in der Welt in Fragen des Natur- und Artenschutzes, der Artenvielfalt und Wildtiermanagement (z. B. als Mitglied der Dokumentations- und Beratungsstelle des Bundes zum Thema Wolf (DBBW)).

## Infrastruktur
Der Leiter des Instituts ist Heribert Hofer. Im Institut arbeiten etwa 200 Personen.
Der Gesamtetat des Instituts liegt bei 6,6 Millionen Euro, davon wurden rund 5,4 Millionen Euro im Rahmen der Grundfinanzierung je zur Hälfte vom Bund und von den Ländern getragen.